# Holochelus angustifrons
Holochelus angustifrons är en skalbaggsart som beskrevs av Nonveiller 1965. Holochelus angustifrons ingår i släktet Holochelus och familjen Melolonthidae. Inga underarter finns listade i Catalogue of Life.